# Goldener Spatz 1985
Das 4. Nationale Festival Goldener Spatz 1985 für Kinderfilme der DDR in Kino und Fernsehen fand vom 9. Februar bis zum 15. Februar 1985 in Gera statt. Es war die vierte Auflage des Kinderfilmfestivals Goldener Spatz, welches 1979 erstmals stattfand.

## Verlauf
Im Wettbewerb liefen 21 Animationsfilme, 16 Dokumentarfilme und Beiträge der Fernsehpublizistik, 13 Spielfilme und Fernsehspiele. Das Festival wurde in diesem Jahr mit dem Fernsehfilm Die Geschichte vom goldenen Taler unter der Regie von Bodo Fürneisen eröffnet. Die Wettbewerbsveranstaltungen im Panorama-Palast und im Haus der Kultur besuchten 36.500 Zuschauer, das Familien-Film-Fest hatte 5.500 Besucher. Anders als in den Vorjahren gab es nur rund 30 Publikumsgespräche (laut „Neues Deutschland“ vom 19. Februar 1985). Neben den 52 ausländischen Gästen, die aus 15 Ländern anreisten, besuchten 332 Film- und Fernsehschaffende und Journalisten sowie 90 Vertreter aus 14 Pionierfilmclubs der DDR das Festival.

## Preisträger

### Preise der Jury des jungen Publikums
- Spielfilm/Fernsehspiel: Unternehmen Geigenkasten, Regie: Gunter Friedrich, Produktion: DEFA-Studio für Spielfilme
- Spielfilm/Fernsehspiel: Isabel auf der Treppe, Regie: Hannelore Unterberg, Produktion: DEFA-Studio für Spielfilme
- Dokumentarfilm/Fernsehpublizistik: Komm, Trappi, komm!, Regie: Siegfried Bergmann, Produktion: DEFA-Studio für Dokumentarfilme
- Animation: Drei verteidigen ihr Haus, Regie: Peter Pohler, Produktion: Fernsehen der DDR

### Preise der Fachjury
- Spielfilm/Fernsehspiel: Unternehmen Geigenkasten, Regie: Gunter Friedrich, Produktion: DEFA-Studio für Spielfilme
- Dokumentarfilm/Fernsehpublizistik: Unterm Pflaster von Berlin, Regie: Günter Meyer, Produktion: Fernsehen der DDR
- Dokumentarfilm/Fernsehpublizistik: Mankmusser Phantasien, Regie: Jochen Kraußer, Produktion: Fernsehen der DDR
- Animation: Die Entdeckung, Regie: Lutz Dammbeck, Produktion: DEFA-Studio für Trickfilme
- Animation: Der kleine Hund im Regen, Regie: Ingrid Wille, Produktion: Fernsehen der DDR[2]